# Filaret (Bulekow)
Filaret, imię świeckie Aleksandr Władimirowicz Bulekow (ur. 31 grudnia 1967 w Moskwie) – rosyjski duchowny prawosławny.

## Życiorys
Ukończył szkołę matematyczno-fizyczną nr 2 w Moskwie, w latach 1984–1990 studiował fizykę na Uniwersytecie Moskiewskim. W 1991 wstąpił do seminarium duchownego w Moskwie, zaś po jego ukończeniu podjął wyższe studia teologiczne w Moskiewskiej Akademii Duchownej. W 1999 obronił rozprawę kandydacką poświęconą historii i współczesnej sytuacji Kościoła maronickiego. Od 1988 do 1991 był pracownikiem Wydziału Wydawniczego Patriarchatu Moskiewskiego, zaś od 1991 do 1996 – Wydziału Zewnętrznych Stosunków Cerkiewnych. W 1996 przyjął święcenia diakonatu.
Od 1997 do 1999 pracował w przedstawicielstwie Rosyjskiego Kościoła Prawosławnego przy patriarsze Antiochii. W 2000 przyjął święcenia kapłańskie i złożył wieczyste śluby mnisze z imieniem Filaret (na cześć św. metropolity moskiewskiego Filareta (Drozdowa)). Następnie przez cztery lata był proboszczem parafii św. Sergiusza z Radoneża w Johannesburgu.
W 2002 otrzymał godność igumena. Od 2004 do 2011 był oficjalnym przedstawicielem Patriarchatu Moskiewskiego przy Radzie Europy i proboszczem parafii Wszystkich Świętych w Strasburgu. 22 marca 2011 na mocy decyzji Świętego Synodu Rosyjskiego Kościoła Prawosławnego zastąpił igumena Filipa (Riabycha) na stanowisku zastępcy przewodniczącego Wydziału Zewnętrznych Stosunków Cerkiewnych. Jest również proboszczem parafii Kazańskiej Ikony Matki Bożej na Placu Kałuskim w Moskwie.
28 kwietnia 2013 r. podniesiony do godności archimandryty.